# Phonotaenia nigriceps
Phonotaenia nigriceps är en skalbaggsart som beskrevs av John Obadiah Westwood 1874. Phonotaenia nigriceps ingår i släktet Phonotaenia och familjen Cetoniidae. Inga underarter finns listade i Catalogue of Life.